# Dům novosadské obchodní mládeže
Dům novosadské obchodní mládeže (srbsky v cyrilici Дом новосадске трговачке омладине, v latince Dom novosadske trgovačke omladine) je budova na třídě Mihajla Pupina v severosrbském městě Novi Sad. Rohová budova je nápadná především díky původnímu nápisu spolku, který v něm působil (Spolek novosadské obchodní mládeže) a který se dochoval i do 21. století.
Adresa stavby je Bulevar Mihajla Pupina 7.
Budova vznikla v letech 1930 až 1931 podle návrhu architekta Đorđe Tabakoviće. Vznik budovy financovali tehdejší velkopodnikatelé Nikola Tanurdžić a Miloš Raletić. Dle původního projektu měla být stavba realizována v jiné podobě, nakonec zvítězila modernistická podoba se zdůrazněný přízemím a prvním patrem.
Sloužila nejen jako kancelář výše uvedené organizace; nacházela se zde také večerní škola, knihovna, nebo slavnostní sál. Stavební práce na budově probíhaly postupně, vzhledem k turbulentním 30. letům na území tehdejší Jugoslávie se nedostávalo prostředků a tak bylo levé křídlo dokončeno až později. V průčelí se nacházela nad posledním patrem socha Merkura.
Po druhé světové válce byla budova znárodněna a přebudována na byty. V přízemí se nachází dlouhodobě lékárna.